# 第二次桂林戰鬥 (國軍內戰)
桂林戰鬥發生於1930年7月17日，地點則是在中國桂北一帶，是國民革命軍內部所發生的內戰戰鬥之一。桂林戰鬥的交戰雙方，一方為湘軍，另一方為桂軍李宗仁部。